# Meijin 1995
Il Meijin 1995 è stata la 20ª edizione del torneo goistico giapponese Meijin.

## Qualificazioni
Dalle eliminatorie i giocatori qualificati al torneo finale sono stati O Meien, Satoshi Yuki e O Rissei.

## Torneo
- W indica vittoria col bianco
- B indica vittoria col nero
- X indica la sconfitta
- +R indica che la partita si è conclusa per abbandono
- +N indica lo scarto dei punti a fine partita
- +F indica la vittoria per forfeit
- +T indica la vittoria per timeout
- +? indica una vittoria con scarto sconosciuto
- V indica una vittoria in cui non si conosce scarto e colore del giocatore

| Giocatore       | R.K.  | C.C. | M.K.  | S.K.  | M.T.  | S.A.  | O.R. | O.O.  | S.Y.  | Risultato | Note                    |
| --------------- | ----- | ---- | ----- | ----- | ----- | ----- | ---- | ----- | ----- | --------- | ----------------------- |
| Rin Kaiho       | –     | X    | X     | B+R   | X     | B+2,5 | X    | B+R   | X     | 3-5       |                         |
| Cho Chikun      | W+0,5 | –    | B+5,5 | W+R   | X     | X     | X    | W+R   | B+R   | 5-3       |                         |
| Masao Kato      | B+R   | X    | –     | B+R   | X     | B+R   | X    | B+4,5 | W+R   | 5-3       |                         |
| Satoshi Kataoka | X     | X    | X     | –     | X     | W+6,5 | B+R  | W+R   | B+R   | 4-4       |                         |
| Masaki Takemiya | B+4,5 | W+R  | B+1,5 | W+0,5 | –     | B+R   | X    | B+R   | W+0,5 | 7-1       | Qualificato alla finale |
| Shuzo Awaji     | X     | B+R  | X     | X     | X     | –     | B+R  | W+R   | X     | 3-5       | Retrocesso              |
| O Rissei        | B+R   | W+R  | B+4,5 | X     | B+7,5 | X     | –    | B+4,5 | W+4,5 | 6-2       |                         |
| O Meien         | X     | X    | X     | X     | X     | X     | X    | –     | X     | 0-8       | Retrocesso              |
| Satoshi Yuki    | B+R   | X    | X     | X     | X     | W+6,5 | X    | W+R   | –     | 2-6       | Retrocesso              |

## Finale
La finale è stata una sfida al meglio delle sette partite.